# Xiasi (häradshuvudort i Kina, Sichuan Sheng, lat 32,29, long 105,51)
Xiasi (kinesiska: 下寺) är en häradshuvudort i Kina. Den ligger i provinsen Sichuan, i den sydvästra delen av landet, omkring 230 kilometer nordost om provinshuvudstaden Chengdu. Antalet invånare är 32 400. Befolkningen består av 15 887 kvinnor och 16 513 män. Barn under 15 år utgör 15,0 %, vuxna 15-64 år 77 %, och äldre över 65 år 6,0 %.
Runt Xiasi är det ganska tätbefolkat, med 222 invånare per kvadratkilometer. Det finns inga andra samhällen i närheten. I omgivningarna runt Xiasi växer i huvudsak blandskog.
Genomsnittlig årsnederbörd är 1 229 millimeter. Den regnigaste månaden är juli, med i genomsnitt 336 mm nederbörd, och den torraste är december, med 2 mm nederbörd.